# Харитиновка
Харити́новка (укр. Харити́нівка) — село, относится к Балтскому району Одесской области Украины.
Население по переписи 2001 года составляло 44 человека. Почтовый индекс — 66161. Телефонный код — 4866. Занимает площадь 0,54 км². Код КОАТУУ — 5120680806.

## Местный совет
66161, Одесская обл., Балтский р-н, с. Белино